# 栗毛の雌馬
「栗毛の雌馬」（Chestnut Mare）は、ザ・バーズが1970年に発表した楽曲。

## 概要
ロジャー・マッギンは1969年のほとんどを、心理学者でブロードウェイのインプレサリオでもあったジャック・レヴィ（Jacques Levy）との共同作業に費やしていた。二人はヘンリック・イプセンの戯曲『ペール・ギュント』を発展させたカントリーロック・ミュージカルの構想を練り、曲を書いていった。ミュージカルのタイトルは「Peer Gynt」のアナグラムにより『Gene Tryp』と名付けられた。
『Gene Tryp』の上演は結局実現しなかった。マッギンの手元には26曲もの楽曲が残され、そこから4曲が『（タイトルのないアルバム）』（1970年）に、2曲が『バードマニア』（1971年）に使用された。
「栗毛の雌馬」は、上記ミュージカルにおいて、主人公のジーン・トリップが野生の馬を捕まえて手なずける場面で使われる予定の曲だった（イプセンの原作では鹿を捕まえようとする）。バーズはアルバム用にレコーディングすることに決め、1970年6月、ロサンゼルスのコロムビア・スタジオで録音を行った。バッハのメロディに似た中間部分は、1960年代初め、マッギンがチャド・ミッチェル・トリオのツアーに加わって南アフリカに行ったときに書かれたものだという。
1970年9月14日に発売された2枚組のアルバム『（タイトルのないアルバム）』に収録され、同年10月23日、シングルカットされた。B面には、これもレヴィとの共作である「ジャスト・ア・シーズン」が収録された。ビルボード・Hot 100は121位と、ヒットとは言い難い記録であったが、1970年代のアメリカのFM局は頻繁に本作品をかけた。イギリスでは1971年1月1日、2分58秒に短縮されたバージョンがシングルとして発売され、19位を記録した。
2008年に発売された『Live at Royal Albert Hall 1971』にライブ・バージョンが収録されている。